# .cw
.cw je vrhovna internetska domena (country code top-level domain - ccTLD) za Curaçao.
Stvorena je odlukom Agencije za ISO 3166 od 15. prosinca 2010. kojom se alocira kratica CW kao ISO 3166-1 alpha-2 kod Curaçao. Odluka je uslijedila nakon što je Curaçao postao autonomna zemlja unutar Kraljevine Nizozemske 10. listopada 2010. godine. Sveučilište Nizozemskih Antila koje je bilo upravitelj domene .an kojom su se stanovnici Curaçaa koristili određeno je kao upravitelj ove domene. Registriranje unutar domene .cw dostupno je od 1. veljače 2012. godine.

## Vanjske poveznice
- IANA .cw whois informacija  Arhivirana inačica izvorne stranice od 11. travnja 2020. (Wayback Machine)